# Bryolymnia huastea
Bryolymnia huastea är en fjärilsart som beskrevs av William Schaus 1940. Bryolymnia huastea ingår i släktet Bryolymnia och familjen nattflyn. Inga underarter finns listade i Catalogue of Life.